# Kuppingen
Die ehemalige Gemeinde Kuppingen kam durch die Gebietsreform in Baden-Württemberg im Jahr 1971 zu Herrenberg und ist nun einer von acht Stadtteilen von Herrenberg im Landkreis Böblingen in Baden-Württemberg.

## Geographie
Kuppingen liegt im Heckengäu, drei Kilometer nordwestlich der Kernstadt von Herrenberg, nahe der Autobahn A 81 Stuttgart–Singen.

## Geschichte

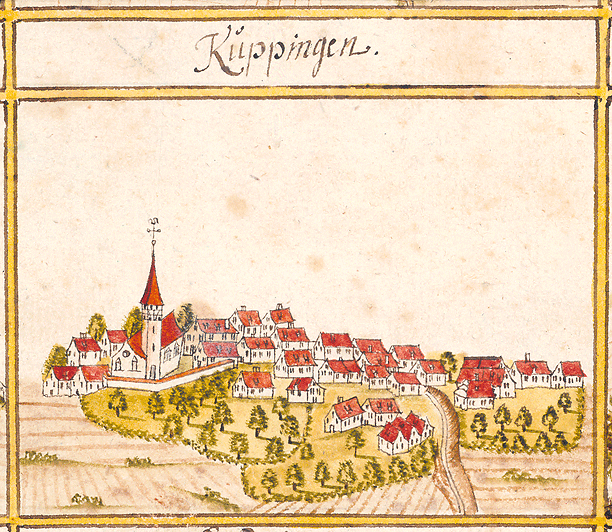
Kuppingen 1681, Forstlagerbuch von Andreas Kieser

Auf der Kuppinger Gemarkung wurden 21 Grabhügel entdeckt, die aus der Hallstattzeit (700–500 v. Chr.) stammen.
Erstmals wurde der Ort in einer von König Otto I. unterzeichneten Urkunde aus dem Jahre 961 (als Chuppinga überliefert) erwähnt. Es ist jedoch gesichert, dass der Ort schon seit 700 n. Chr. besteht. Neben dem auf -ingen endenden Ortsnamen, der auf eine alemannische Gründung hinweist, bezeugen auch die Anzeichen eines Friedhofes aus der Gründungszeit des Ortes diese Annahme.
In den 1950er Jahren befand sich in Kuppingen bei 48° 36′ 58″ N, 8° 50′ 47″ O ein NDB (Rufzeichen: DHP, Sendefrequenz: 401 kHz)
Am 1. Dezember 1971 wurde Kuppingen nach Herrenberg eingemeindet.

### Einwohnerentwicklung
| Jahr | Einwohnerzahlen |
| ---- | --------------- |
| 1834 | 1193            |
| 1853 | 1156            |
| 1871 | 981             |
| 1905 | 1039            |
| 1925 | 1052            |
| 1939 | 1109            |
| 1945 | 1166            |

| Jahr | Einwohnerzahlen |
| ---- | --------------- |
| 1950 | 1528            |
| 1960 | 1580            |
| 1970 | 2092            |
| 1983 | 3149            |
| 2005 | 4065            |
| 2019 | 4114            |
| 2021 | 4140            |

## Bildungseinrichtungen
Neben vier Kindergärten gibt es in Kuppingen eine Grundschule (Karl-Kühnle-Grundschule).

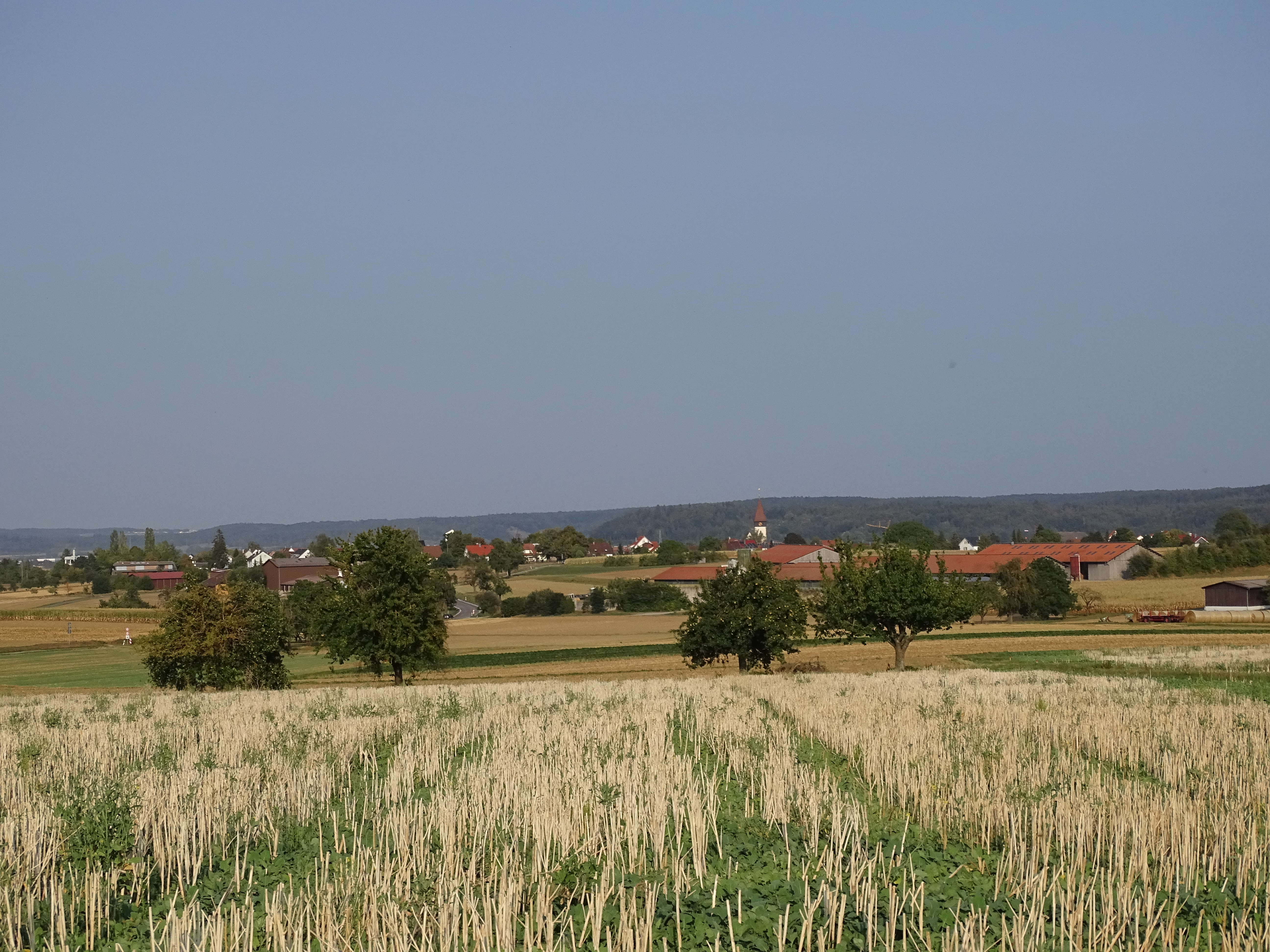

## Kultur und Sehenswürdigkeiten
Kuppingen ist Heimatort des Malers Karl Kühnle (1900–1981). Der „Maler des Gäus“ erreichte regionale Bekanntheit. Einige der Werke sind in der Kuppinger Grundschule zu besichtigen.

### Regelmäßige Veranstaltungen
- Bauernmarkt mit Zwiebelkuchenfest (Juni)
- Zwetschgenfest
- Mondfängerlauf